# Pamela McCorduck
Pamela McCorduck (* 27. Oktober 1940 in Liverpool, Vereinigtes Königreich; † 18. Oktober 2021 in Walnut Creek, Kalifornien, Vereinigte Staaten) war eine US-amerikanische Journalistin und Autorin, überwiegend von Sachliteratur.

## Leben
McCorduck studierte an der University of California, Berkeley, mit dem Bachelor-Abschluss (B.A.) und an der Columbia University mit einem Abschluss als Master of Fine Arts.
Sie ist vor allem für ihre Bücher über Künstliche Intelligenz bekannt. Ihre Themen waren meist Wissenschaft, wobei sie psychologische Aspekte verfolgte. Sie schrieb auch Romane ebenfalls mit Themen im Wissenschaftsbereich (zum Beispiel sind ihre Romane The Edge of Chaos und Bounded Rationality über Personen, die direkt oder indirekt mit dem Santa Fe Institute verbunden sind). Mit Nancy Ramsey schrieb Pamela McCorduck über Frauen in der Informatik (woraus eine Fernsehdokumentation bei CNN entstand) und sie ist auch Beraterin in der Hochtechnologie-Industrie und anderen Bereichen.
Sie schrieb unter anderem für Cosmopolitan, Omni, The New York Times, Dædalus, den Michigan Quarterly Review und Wired. McCorduck war Präsidentin des amerikanischen PEN Center.
Pamela McCorduck war mit dem Informatiker und Professor an der Columbia University Joseph F. Traub (1932–2015) verheiratet. Sie lebte in New York und war auch häufig in Santa Fe.

## Werke
Sachbücher:
- Machines who think, San Francisco: Freeman 1979, 2. Auflage A. K. Peters 2004
  - Deutsche Ausgabe: Denkmaschinen : die Geschichte der künstlichen Intelligenz, Markt und Technik 1987
- The Universal Machine: Confessions of a Technological Optimist, McGraw Hill 1985, San Diego: Harcourt Brace Jovanovich. 1986.
- mit Edward Feigenbaum, H. Penny Nii: The Rise of the Expert Company: how visionary companies are using artificial intelligence to achieve higher productivity and profits, London: Macmillan 1988
- AARON's Code : Meta-art, Artificial Intelligence, and the work of Harold Cohen. New York: W.H. Freeman. 1997
- mit Edward Feigenbaum: The Fifth Generation: Artificial Intelligence and Japan's Computer Challenge to the World, Addison-Wesley 1983
  - Deutsche Ausgabe: Die Fünfte Computer-Generation : Künstliche Intelligenz und die Herausforderung Japans an die Welt, Birkhäuser 1984
- mit Nancy Ramsey: The Futures of Women : Scenarios for the 21st Century. New York: Warner Books. 1997. 
  - Deutsche Ausgabe: Die Zukunft der Frauen : Szenarien für das 21. Jahrhundert, Fischer 1998

Romane:
- The Edge of Chaos : a novel. Santa Fe: Sunstone Press. 2007
- Bounded Rationality : a novel. Santa Fe: Sunstone Press. 2012.